# پادشاه جونگجونگ یکم
پادشاه چونگجونگ یکم (تولد ۹۲۳ - مرگ ۱۳ آوریل ۹۴۹) سومین پادشاه از دودمان گوریو بود. او سومین پسر پادشاه ته‌جو بود که در سال ۹۴۵ پس از برادرش پادشاه هیه‌جونگ به حکومت رسید.

## زندگی‌نامه
پادشاه جونگ جونگ اول با نام وانگ یو به عنوان سومین پسر پادشاه تائجو وانگ گیون و ملکه شین میونگ بود او بعد از خلع برادرش هیه جونگ به پادشاهی رسید. او در سال ۹۴۵ میلادی علیه برادرش هیه جونگ شورش کرد و تخت سلطنت را از او گرفت. وی قدرت فرماندهان و درباریان را در دربار محدود کرد؛ او بدون حمایت دانشجویان و نخبگان کائسونگ به قدرت رسید وی همچون مادرش به بودائیسم اعتقاد زیادی داشت و در سال ۹۴۶ میلادی هزاران کیسه برنج به معابد کشور اهدا کرد. در سال ۹۴۷ او خواستار انتقال پایتخت از کائسونگ به پیونگ یانگ شد اما موفق نشد. جونگ جونگ در اواخر سالهای سلطنت خود دچار بیماری روانی شد و توهم اینکه اطرافیانش قصد ترور او را دارند او را دیوانه کرد. او بیشتر برادرانش در قصر از جمله شاهزاده دهم وانگ یون را به همراه خانواده اش به قتل رساند، چون شاهزاده دهم مخالف او بود و اواخر عمرش دستور قتل برادر چهارم و تنی اش وانگ سو را داد ولی هرگز موفق به قتل او نشد. بعد از مرگ او وانگسو با نام گوآنگ جونگ به قدرت رسید.